# Stefano Ittar

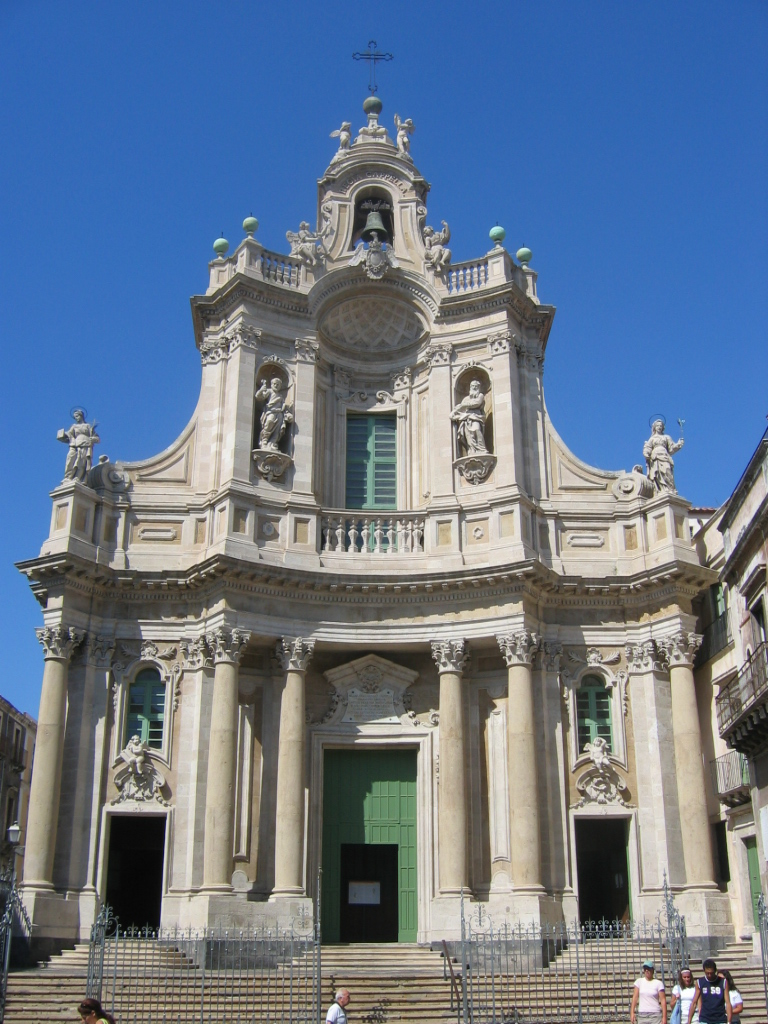
Prospetto della Chiesa della Collegiata, Catania, Stefano Ittar, dal 1768.

Stefano Ittar (Owrucz, 15 marzo 1724 – La Valletta, 18 gennaio 1790) è stato un architetto polacco, particolarmente attivo in Italia.

## Biografia
Nacque a Owrucz (oggi Ovruč) una cittadina della Volinia, che al tempo faceva parte della Confederazione polacco-lituana, mentre oggi è nel territorio dell'Ucraina.

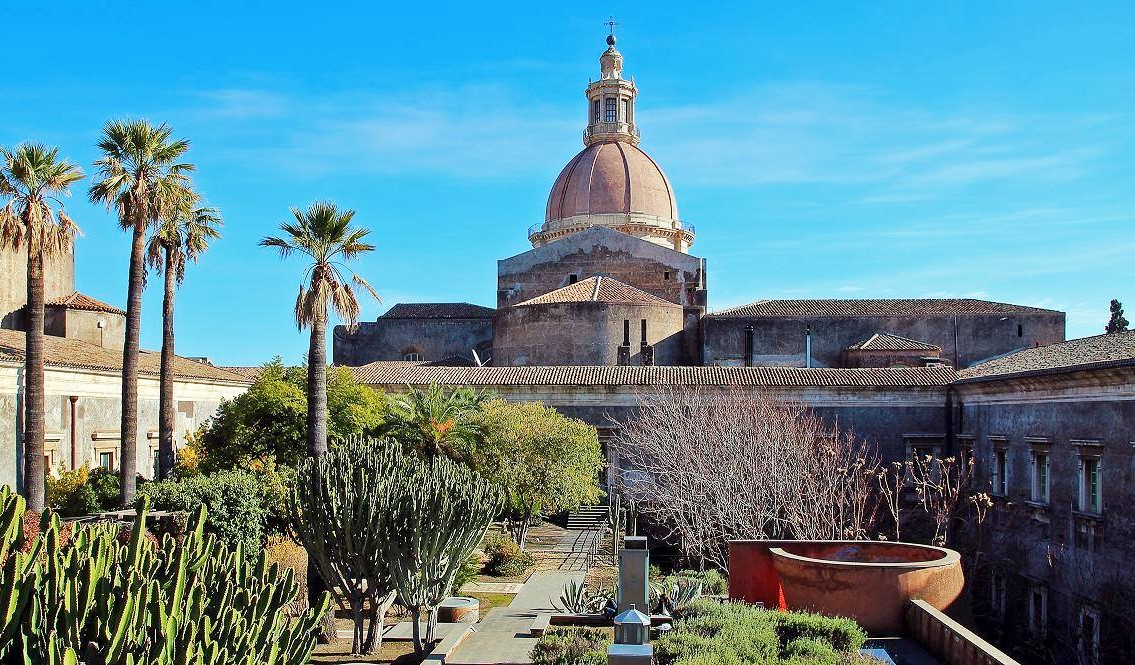
Vista della cupola della Chiesa di San Nicolò l'Arena dal "giardino dei novizi" del monastero benedettino omonimo.

Quasi nulla conosciamo della prima parte della sua vita. Tra il 1754 e il 1759 si trasferì a Roma dove perfezionò la sua preparazione e dove risiedette fino al 1765, quando giunse a Catania. Qui nel 1767 sposò Rosaria, figlia di Francesco Battaglia, importante architetto, che all'epoca, oltre ad essere quello pubblico della Città di Catania, sovrintendeva anche i lavori di ampliamento del palazzo appartenente a Don Ignazio Paternò Castello Principe di Biscari, che nel frattempo era diventato il mecenate di Ittar. Ebbe nove figli, tra cui Sebastiano (1768-1847) ed Enrico (1773-1850), che intrapresero la professione paterna. Insieme al suocero, con cui costituirà un sodalizio artistico fondamentale per il barocco catanese, Stefano realizzò la Porta Ferdinandea (1768), il piano di San Filippo (attuale Piazza Giuseppe Mazzini, 1768-69) e la Chiesa della Santissima Trinità. Gli si attribuiscono i prospetti della Basilica Collegiata (dal 1768) e della Chiesa di San Martino dei Bianchi (1774) e la Chiesa di San Placido (1769). Per il Monastero benedettino di San Nicolò l'Arena realizzò la cupola della chiesa omonima (1768-80) e il Largo dei Benedettini (attuale Piazza Dante Alighieri, 1774-75). Gli sono stati attribuiti, inoltre, il completamento del Municipio di Catania, il prospetto del Priorato della Cattedrale, i palazzi Pardo e Misterbianco, la chiesa e una parte del Monastero della Santissima Annunziata di Paternò (dal 1768) e la ricostruzione della cupola della Cattedrale di Noto, poi crollata nel XIX secolo. Suo sarebbe il disegno del bellissimo vestibolo della Chiesa di San Michele in Acireale.
Nel 1785 si trasferì a Malta dove realizzò la Biblioteca per l'Ordine dei Cavalieri di San Giovanni e dove morì nel 1790.

### Annotazioni

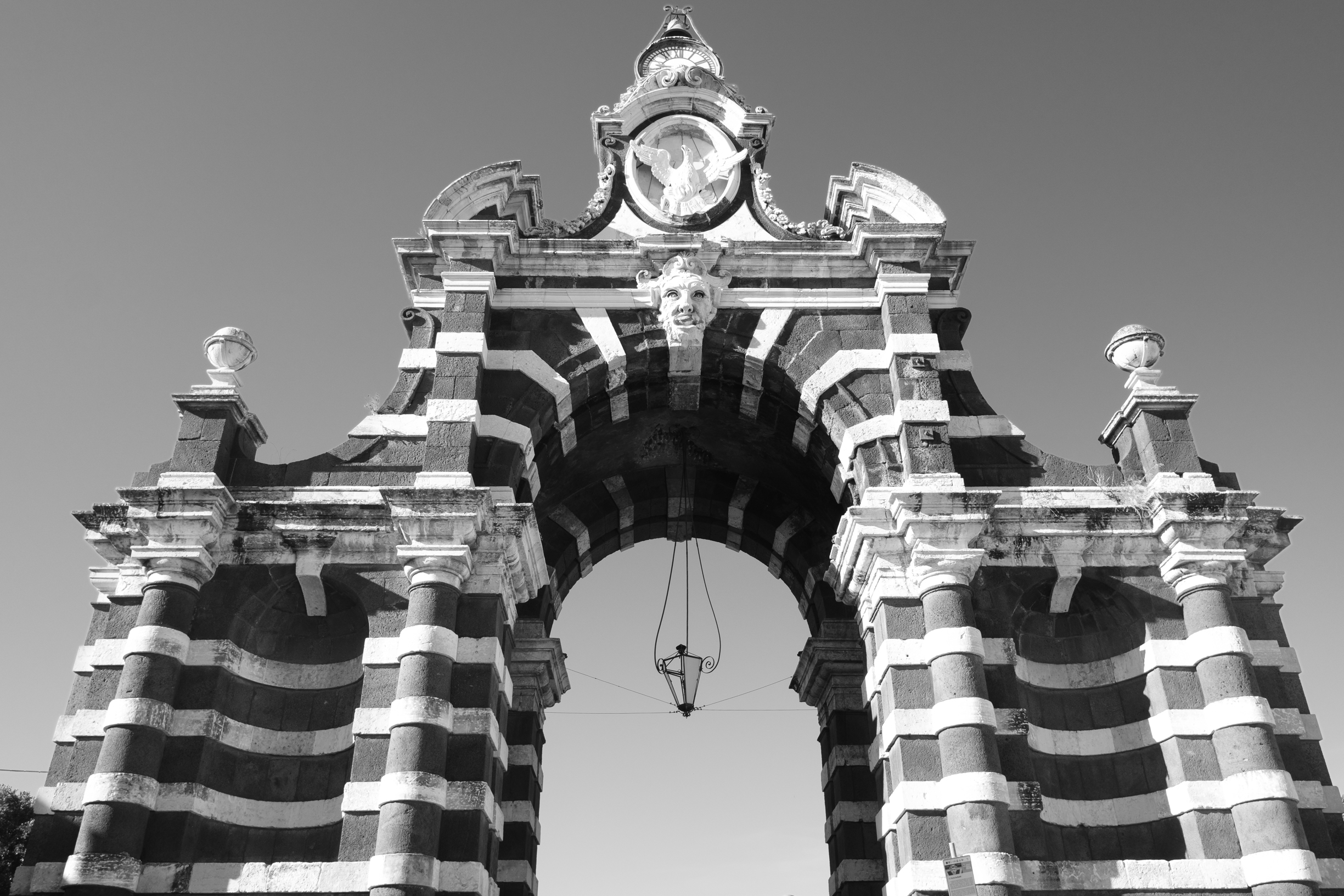
Porta Ferdinandea (1768, oggi Porta Garibaldi)

Al fine di una completa panoramica sulla biografia dell'architetto si segnalano alcune informazioni tratte dai Cenni Biografici sulla vita e le opere di Stefano e Sebastiano Ittar (1880). Nonostante, per molto tempo questa opera sia stata alla base della bibliografia dei due architetti, il mancato riscontro in ulteriore documentazione di molte delle notizie ivi contenute, ha portato la storiografia italiana più recente (G. Dato, G. Pagnano, M. R. Nobile, B. Azzaro) a non considerare del tutto affidabile la fonte anche perché anonima, e, di conseguenza, a non inserire tali notizie nella biografia ufficiale (in quanto verificata con ulteriore documentazione) dell'architetto. Rimangono dunque per buona parte ancora sconosciuta la parte della vita di Ittar precedente al suo arrivo a Catania nel 1765 e le circostanze della sua morte. Secondo i Cenni, l'architetto fu membro della famiglia di Guidone da Hittar, a suo tempo fuggito in Polonia per contrasti con il Granduca di Toscana. Si riferisce anche che la sua permanenza a Roma avvenne sotto il patrocinio del cardinale Alessandro Albani. Secondo l'anonimo autore, poi, il suo trasferimento a Catania avvenne dopo un breve periodo passato in Spagna.